# Trude Klecker
Trude Klecker, avstrijska alpska smučarka, * 7. februar 1926, Semmering, Avstrija.
Svoj največji uspeh je dosegla na Svetovnem prvenstvu 1954, ko je postala svetovna prvakinja v slalomu in podprvakinja v smuku. Nastopila je na olimpijskih igrah v letih 1952 in 1956, najboljšo uvrstitev je dosegla leta 1952 s četrtim mestom v veleslalomu. Je sedemkratna avstrijska državna prvakinja v alpskem smučanju, trikrat v veleslalomu, dvakrat v kombinaciji ter po enkrat v smuku in slalomu.